# Conférences des Nations unies sur les changements climatiques
 (novembre 2016).
Les Conférences des Nations unies sur les changements climatiques découlent d'un processus engagé par l'ONU en 1992 à la suite du Sommet de Rio pour faire face au changement climatique. 
Prévues par la Convention-cadre des Nations unies sur les changements climatiques de 1992, les conférences prennent la forme d'une suite de Conférences des parties (ou COP pour Conference of the Parties) organisées chaque année depuis 1995. Le  Protocole de Kyoto et l'Accord de Paris ont été négociés pendant ces conférences.

## Historique

### Fondation
La reconnaissance du changement climatique date de plusieurs décennies. En 1990, le premier rapport du Groupe d'experts intergouvernemental sur l'évolution du climat (GIEC) a confirmé sa gravité. Il a débouché sur une Convention-cadre des Nations unies sur les changements climatiques (CCNUCC) adoptée par 154 pays, avec la Convention de Rio, lors du Sommet de la Terre de 1992 (à Rio de Janeiro) et qui appelle les pays à agir en fonction de leurs responsabilités et capacités pour stabiliser la concentration de gaz à effet de serre dans l’atmosphère,. En 2004, la CCNUCC avait été ratifiée par 189 pays. Depuis la signature de cet accord mondial de lutte contre les changements climatiques, une conférence des parties prenantes à cet accord, une COP (Conference of the Parties), se tient chaque année au mois de novembre ou décembre.

### Construction du Protocole de Kyoto

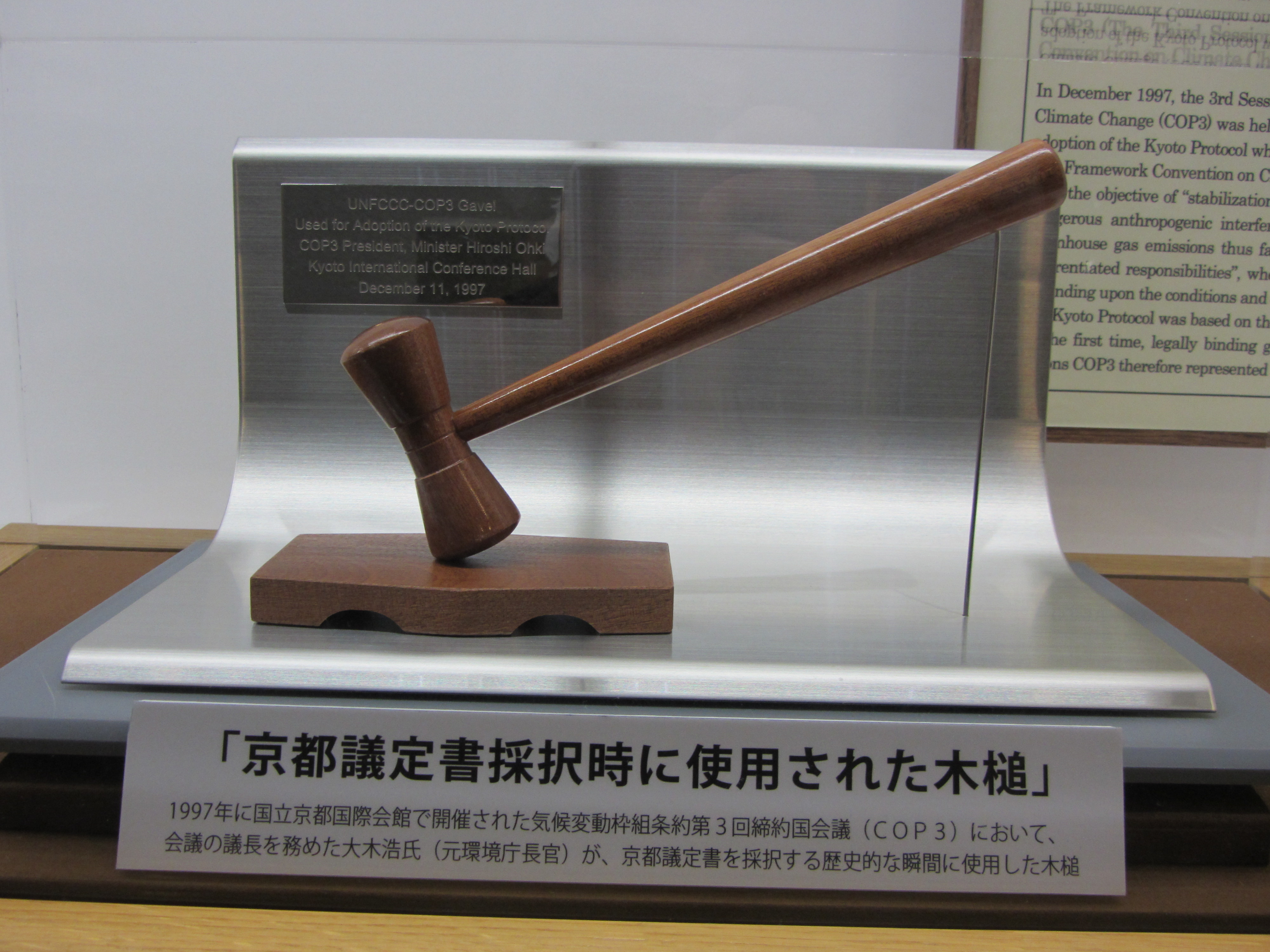
Lors de la COP3 est adopté le Protocole de Kyoto.

En 1997, la COP3 qui s’est tenue à Kyoto a été très importante puisqu’elle a permis de lancer un processus aboutissant, après les COP4 (Buenos Aires, 1998), COP5 (Bonn, 1999) et COP6 (La Haye, 2000), à définir le Protocole de Kyoto. Une fois ratifié par suffisamment de pays, ce protocole — le premier à être juridiquement contraignant — est entré en vigueur en février 2005 afin de réduire d'au moins 5 % par rapport au niveau de 1990 les émissions de gaz à effet de serre (GES) d’ici sa clôture en 2012.

### Conférence de Copenhague en 2009
En 2009, la COP15 à Copenhague a été très décevante[évasif] car, ayant rassemblé les chefs d'État les plus importants[Lesquels ?], elle laissait espérer des décisions essentielles[Lesquelles ?] pour ce sommet qui a été vu comme celui de « la dernière chance ». Mais, mal préparée, cette conférence n'a débouché que sur une déclaration et un accord de façade sans aucun engagement significatif des États. Ainsi, le Fonds vert pour le climat — dont elle a défini le principe — n'a pratiquement pas été financé[Combien ?].

### Sommet de la Terre «Rio 20» en 2012
Marquant les vingt ans du Sommet de la Terre de Rio de 1992, ce nouveau Sommet de la Terre permet l'adoption des Objectifs de développement durable (ODD).

### Prolongement du Protocole de Kyoto

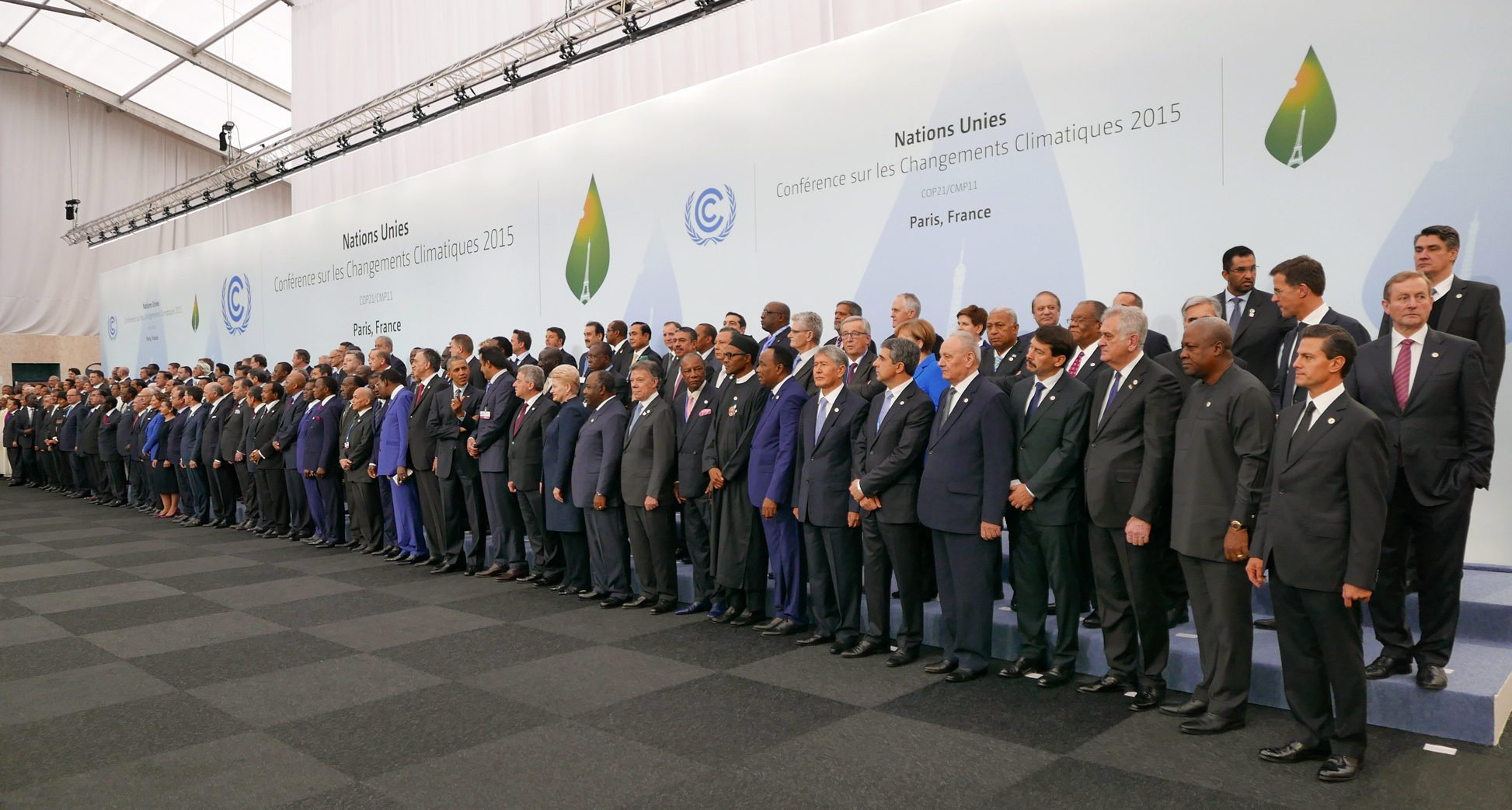
Lors de la COP21 est adopté l'Accord de Paris sur le climat.

Les rapports successifs du GIEC, les catastrophes climatiques et les mobilisations associées ont fini par rassembler de nombreux États autour de la définition d'un objectif commun de réduction des émissions de GES. Si bien qu'en 2011, la COP17, à Durban, a permis de définir un agenda d'engagements allant au-delà de 2012, terme du protocole de Kyoto, ceci en même temps qu'elle lançait officiellement le Fonds vert pour le climat. En 2012, la COP18, à Doha, a permis la prolongation de justesse du protocole de Kyoto en définissant une seconde période d'engagement de début 2013 à fin 2020. En 2013, la COP19, à Varsovie, qui s'est déroulée alors que le typhon Haiyan causait plus de 8 000 disparitions aux Philippines, a permis de déboucher sur une amélioration de la feuille de route vers le rendez-vous de 2015 pour la COP21 : les États s'y sont engagés à élaborer d'ici à 2015 un accord global, ambitieux, équitable et juridiquement contraignant qui devra entrer en vigueur en 2020.[réf. nécessaire]
Cependant, un certain nombre de difficultés limitent la portée de ce succès. D'abord, les écarts considérables de développement limitent l'influence des pays les plus pauvres : ainsi, les 132 pays pauvres furent laissés de côté lors du débat sur les dits « pertes et dommages » envisagés pour les indemniser des coûts environnementaux qu'ils supportent. Ensuite, l'opacité des discussions et leur manque de démocratie ont amené les ONG les plus importantes[Lesquelles ?] à quitter en groupe la COP19 pour protester contre son blocage.[réf. nécessaire]

### COP21 en 2015
La COP21, qui se tient en 2015, aboutit à l'adoption, à l'unanimité, de l'Accord de Paris sur le climat, avec l'engagement de 195 pays à limiter le réchauffement climatique à moins de 2 °C. Toutefois, cet accord n'est pas contraignant.

### Années 2020
La COP26, s'est tenue à Glasgow en 2021. Elle fut très suivie par les opinions publiques des différents pays[évasif].
La COP27, qui s'est tenue en novembre 2022 à Charm El-Cheikh (Égypte), débouche de façon inespérée sur un résultat historique : la création d'un fonds d'aide aux pays pauvres affectés par le changement climatique, que ceux-ci demandaient vainement depuis trente ans. Ce succès est terni par la faiblesse de l'avancée de la lutte contre les énergies fossiles.
La COP28 s'est tenue aux Émirats arabes unies du 30 novembre au 12 décembre 2023,. 

## Liste des conférences
Les Conférences des parties (COP) sont convoquées chaque année depuis 1995.
Depuis l'entrée en vigueur du protocole de Kyoto en 2005, la Conférence des parties agissant comme réunion des Parties au Protocole de Kyoto (CMP) est convoquée conjointement à la COP.
Depuis l'entrée en vigueur de l'accord de Paris en 2016, la Conférence des parties agissant comme réunion des Parties à l'Accord de Paris (CMA) est convoquée conjointement à la COP et à la CMP.
Les conférences ont lieu chaque année. Elles se tiennent à Bonn, siège du secrétariat de la Convention-cadre des Nations unies sur les changements climatiques, sauf si une partie offre d'accueillir la session, qui est alors organisée par rotation des continents (Afrique, Asie, Amérique latine, Europe centrale et de l'Est, Europe de l'Ouest et autres pays).
| Année | Pays organisateur    | Nom                           | Type de réunion tenue | Type de réunion tenue | Type de réunion tenue | Accord trouvé        |
| Année | Pays organisateur    | Nom                           | COP                   | CMP                   | CMA                   | Accord trouvé        |
| ----- | -------------------- | ----------------------------- | --------------------- | --------------------- | --------------------- | -------------------- |
| 1995  | Allemagne            | Conférence de Berlin          | COP1                  | —                     | —                     |                      |
| 1996  | Suisse               | Conférence de Genève          | COP2                  | —                     | —                     |                      |
| 1997  | Japon                | Conférence de Kyoto           | COP3                  | —                     | —                     | Protocole de Kyoto   |
| 1998  | Argentine            | Conférence de Buenos Aires    | COP4                  | —                     | —                     |                      |
| 1999  | Allemagne            | Conférence de Bonn            | COP5                  | —                     | —                     |                      |
| 2000  | Pays-Bas             | Conférence de La Haye         | COP6                  | —                     | —                     |                      |
| 2001  | Allemagne            | Conférence de Bonn            | COP6-bis              | —                     | —                     |                      |
| 2001  | Maroc                | Conférence de Marrakech       | COP7                  | —                     | —                     |                      |
| 2002  | Inde                 | Conférence de New Delhi       | COP8                  | —                     | —                     |                      |
| 2003  | Italie               | Conférence de Milan           | COP9                  | —                     | —                     |                      |
| 2004  | Argentine            | Conférence de Buenos Aires    | COP10                 | —                     | —                     |                      |
| 2005  | Canada               | Conférence de Montréal        | COP11                 | CMP1                  | —                     |                      |
| 2006  | Kenya                | Conférence de Nairobi         | COP12                 | CMP2                  | —                     |                      |
| 2007  | Indonésie            | Conférence de Bali            | COP13                 | CMP3                  | —                     |                      |
| 2008  | Pologne              | Conférence de Poznań          | COP14                 | CMP4                  | —                     |                      |
| 2009  | Danemark             | Conférence de Copenhague      | COP15                 | CMP5                  | —                     | Accord de Copenhague |
| 2010  | Mexique              | Conférence de Cancún          | COP16                 | CMP6                  | —                     |                      |
| 2011  | Afrique du Sud       | Conférence de Durban          | COP17                 | CMP7                  | —                     |                      |
| 2012  | Qatar                | Conférence de Doha            | COP18                 | CMP8                  | —                     |                      |
| 2013  | Pologne              | Conférence de Varsovie        | COP19                 | CMP9                  | —                     |                      |
| 2014  | Pérou                | Conférence de Lima            | COP20                 | CMP10                 | —                     |                      |
| 2015  | France               | Conférence de Paris           | COP21                 | CMP11                 | —                     | Accord de Paris      |
| 2016  | Maroc                | Conférence de Marrakech       | COP22                 | CMP12                 | CMA1                  |                      |
| 2017  | Fidji                | Conférence de Bonn            | COP23                 | CMP13                 | CMA1-2                |                      |
| 2018  | Pologne              | Conférence de Katowice        | COP24                 | CMP14                 | CMA1-3                |                      |
| 2019  | Chili (organisateur) | Conférence de Madrid          | COP25                 | CMP15                 | CMA2                  |                      |
| 2021  | Royaume-Uni          | Conférence de Glasgow         | COP26                 | CMP16                 | CMA3                  |                      |
| 2022  | Égypte               | Conférence de Charm el-Cheikh | COP27                 | CMP17                 | CMA4                  |                      |
| 2023  | Émirats arabes unis  | Conférence de Dubaï           | COP28                 | CMP18                 | CMA5                  |                      |
| 2024  | Azerbaïdjan          | Conférence de Bakou           | COP29                 | CMP19                 | CMA6                  |                      |
| 2025  | Brésil               | Conférence de Belém           | COP30                 | CMP20                 | CMA7                  |                      |